# 奧多拉努夫

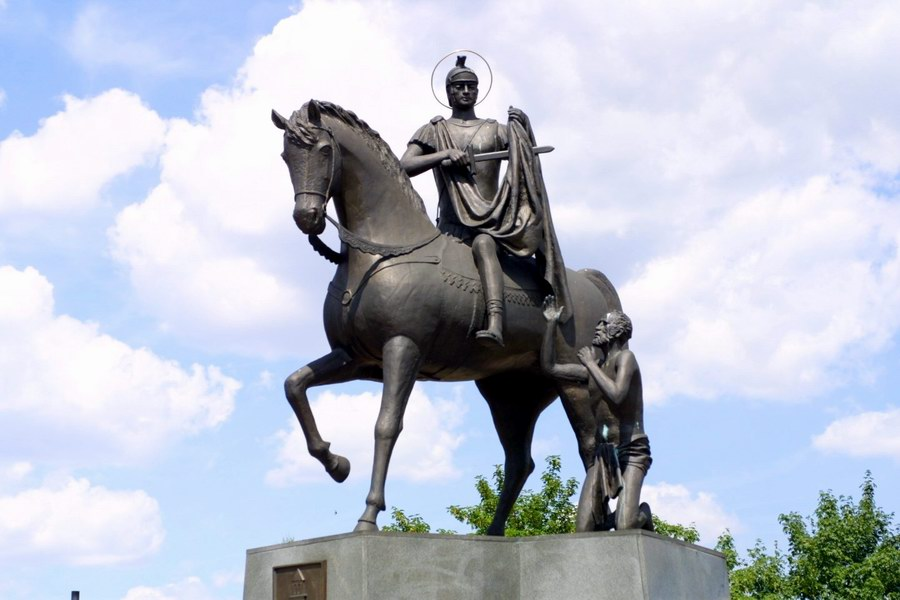

奧多拉努夫（德语：Adelnau，阿德瑙）是波蘭的城鎮，位於該國西部，距離大波蘭地區奧斯特魯夫10公里，由大波蘭省負責管轄，面積4.76平方公里，該地區蘊藏天然氣，2006年人口4,960。

## 外部連結
- Odolanów On-Line （页面存档备份，存于） (in Polish)

51°34′N 17°42′E / 51.567°N 17.700°E